# Berkeley DB
Berkeley DB (BDB) — высокопроизводительная встраиваемая система управления базами данных, реализованная в виде библиотеки. Нереляционная система — хранит пары «ключ — значение» как массивы байтов и поддерживает множество значений для одного ключа.
В системе отсутствует сетевой доступ — программы используют базу данных через вызовы внутрипроцессного API. SQL поддерживается в качестве одного из интерфейсов начиная с версии 5.0 (2010). Поддерживаются как ACID-транзакции, детальные блокировки, интерфейс распределённых транзакций XA, горячее резервное копирование и репликацию. Может использоваться как средство для построения хранимых индексов, так и в качестве хранилища данных. Существуют средства для работы с Berkeley DB на большинстве популярных языков программирования, включая Perl, Python, PHP, Ruby.
Первая версия была создана в Университете Беркли во время разработки BSD версии 4.3 (июнь 1986 года). Netscape попросила авторов Berkeley DB улучшить и расширить библиотеку — в то время версию 1.85, — чтобы она удовлетворяла их требованиям к использованию в сервере LDAP и в браузере Netscape. Этот запрос привёл к созданию Sleepycat Software, занявшейся развитием и коммерциализацией проекта. С конца 1990-х система входит в состав большинства дистрибутивов Linux. В феврале 2006 года Sleepecat Software поглощена корпорацией Oracle. Распространялась под лицензией Sleepycat Public License, которая была одобрена OSI и FSF; начиная с версии 6.0.20 переведена на лицензию AGPL (2013), тогда же появилась возможность приобрести проприетарную лицензию для использования в закрытых проектах. В 2020 году СУБД получила ежегодную премию SIGMOD в номинации «Системы».
Oracle распространяет BDB в трёх вариантах:
- Berkeley DB — собственно библиотека на Си;
- Berkeley DB Java — библиотека, переписанная на Java (поддержка Google Android, Apache Maven);
- Berkeley DB XML — библиотека на Си, реализующая XML-СУБД на основе Berkeley DB со средствами работы с XML (Xerces, XPath, XQuery, XQilla).